# Zahnarzt

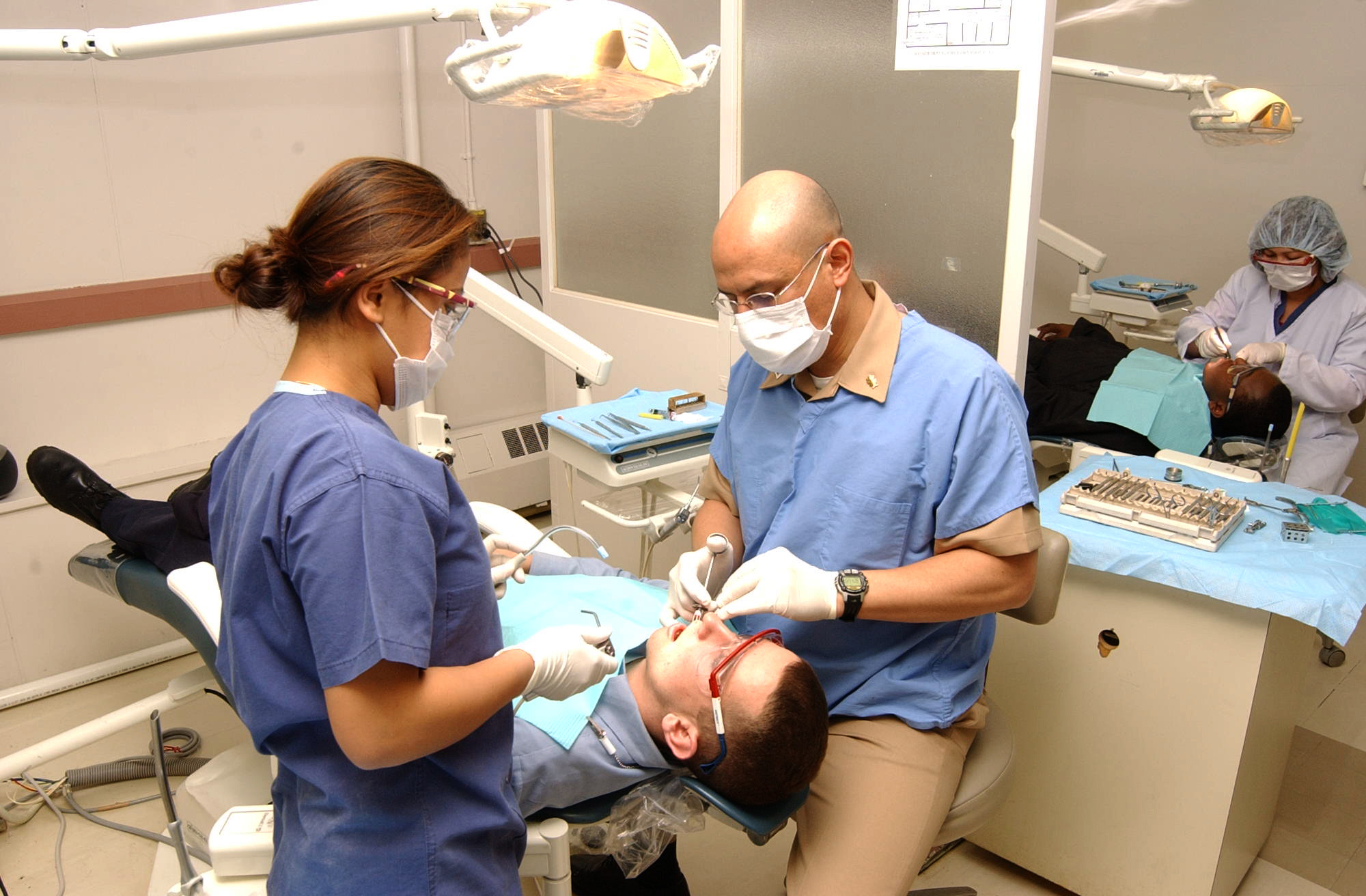
US-amerikanischer Zahnarzt (2004)

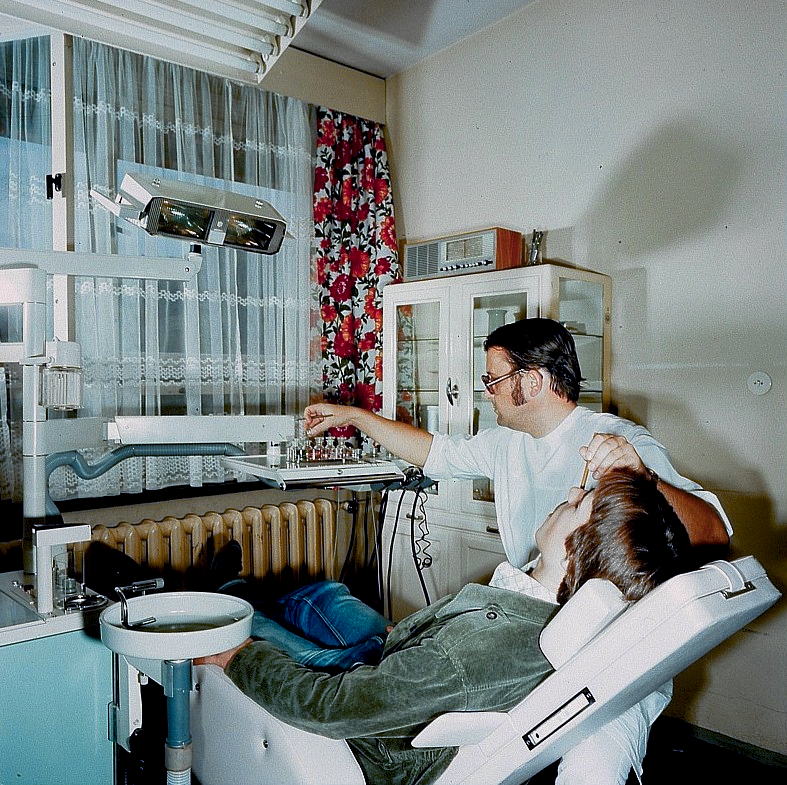
Zahnarzt in der DDR (1978)

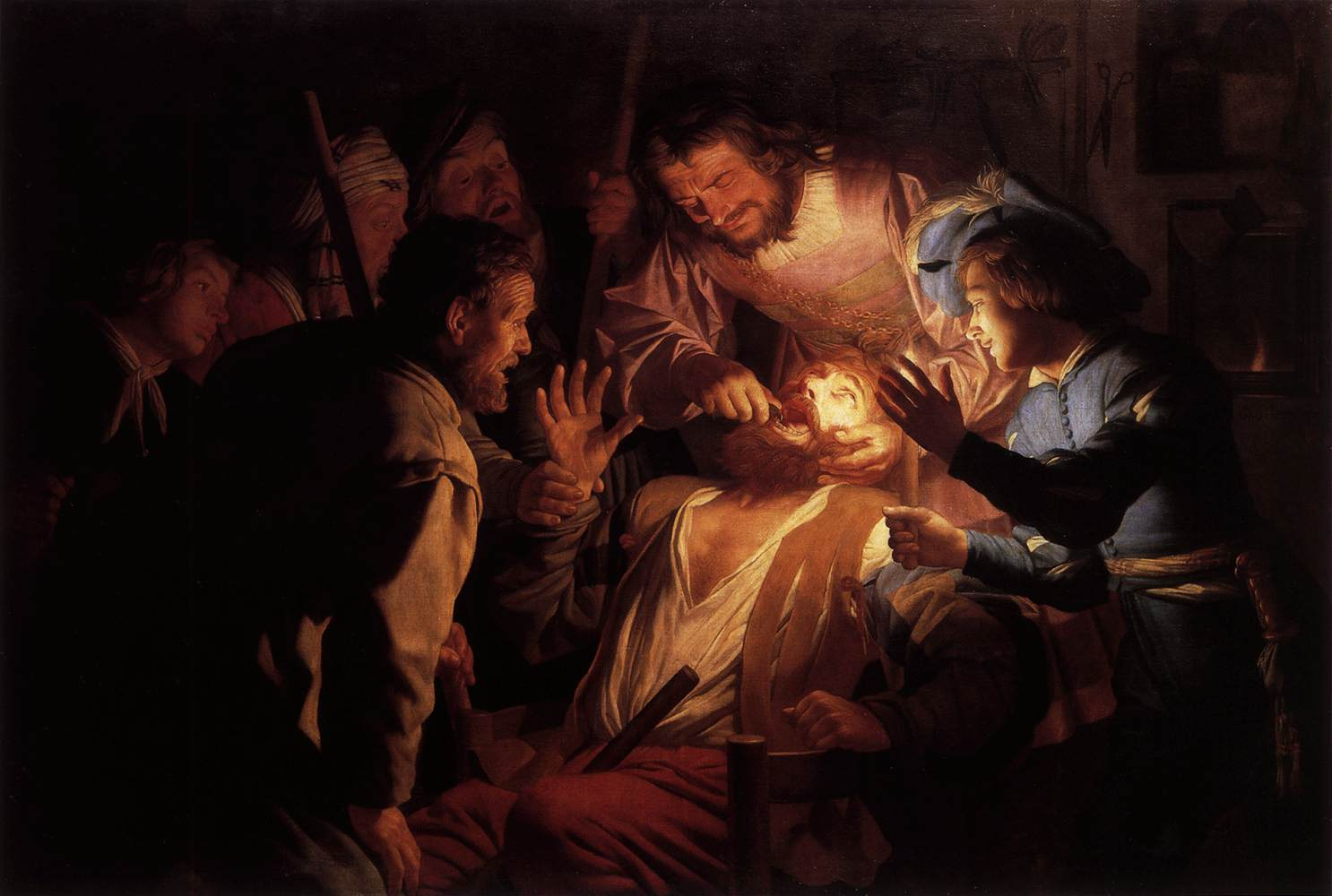
„Der Zahnarzt“ (Gemälde 1622) von Gerrit van Honthorst

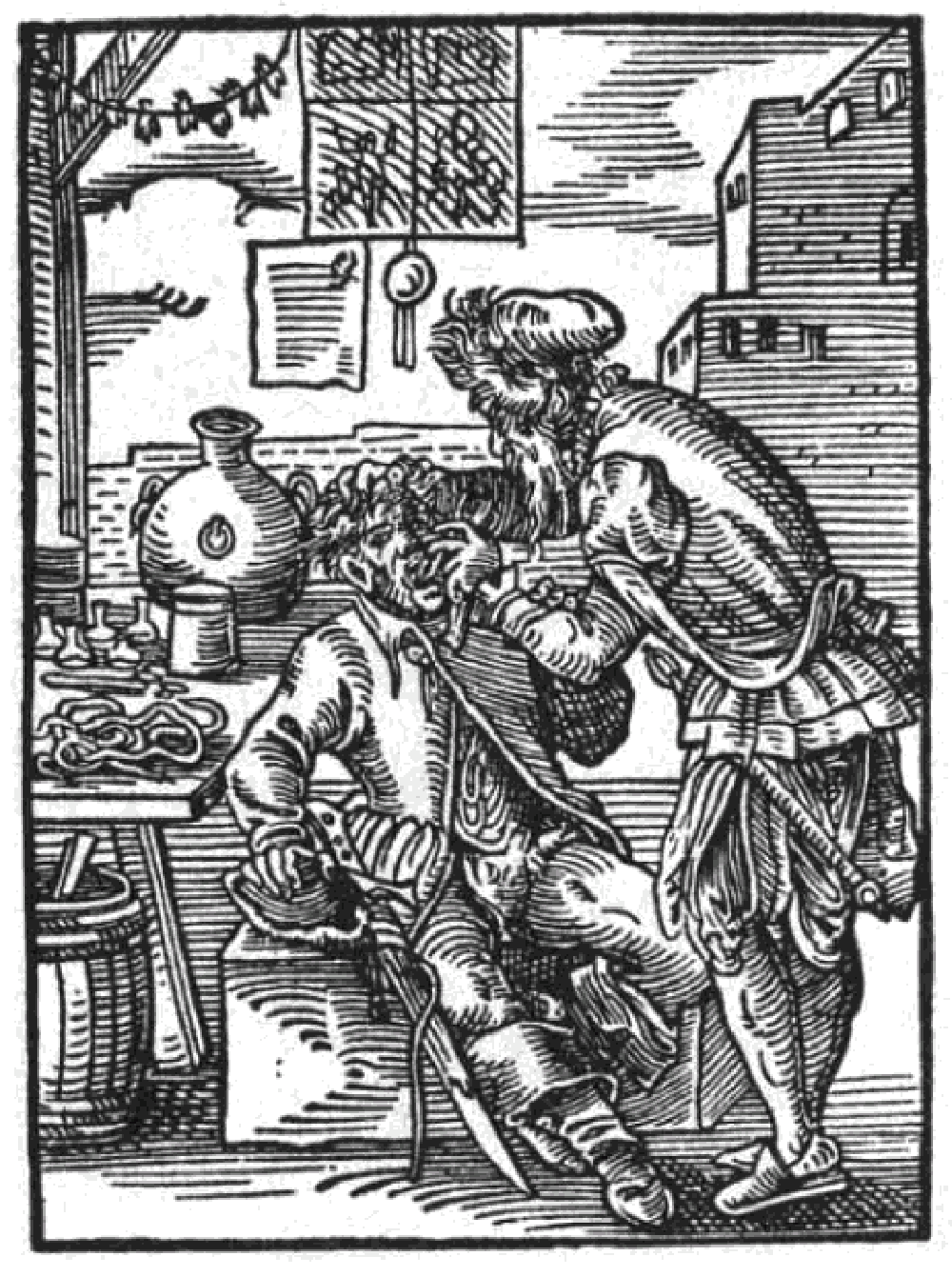
Zahnbrecher (Darstellung um 1568)

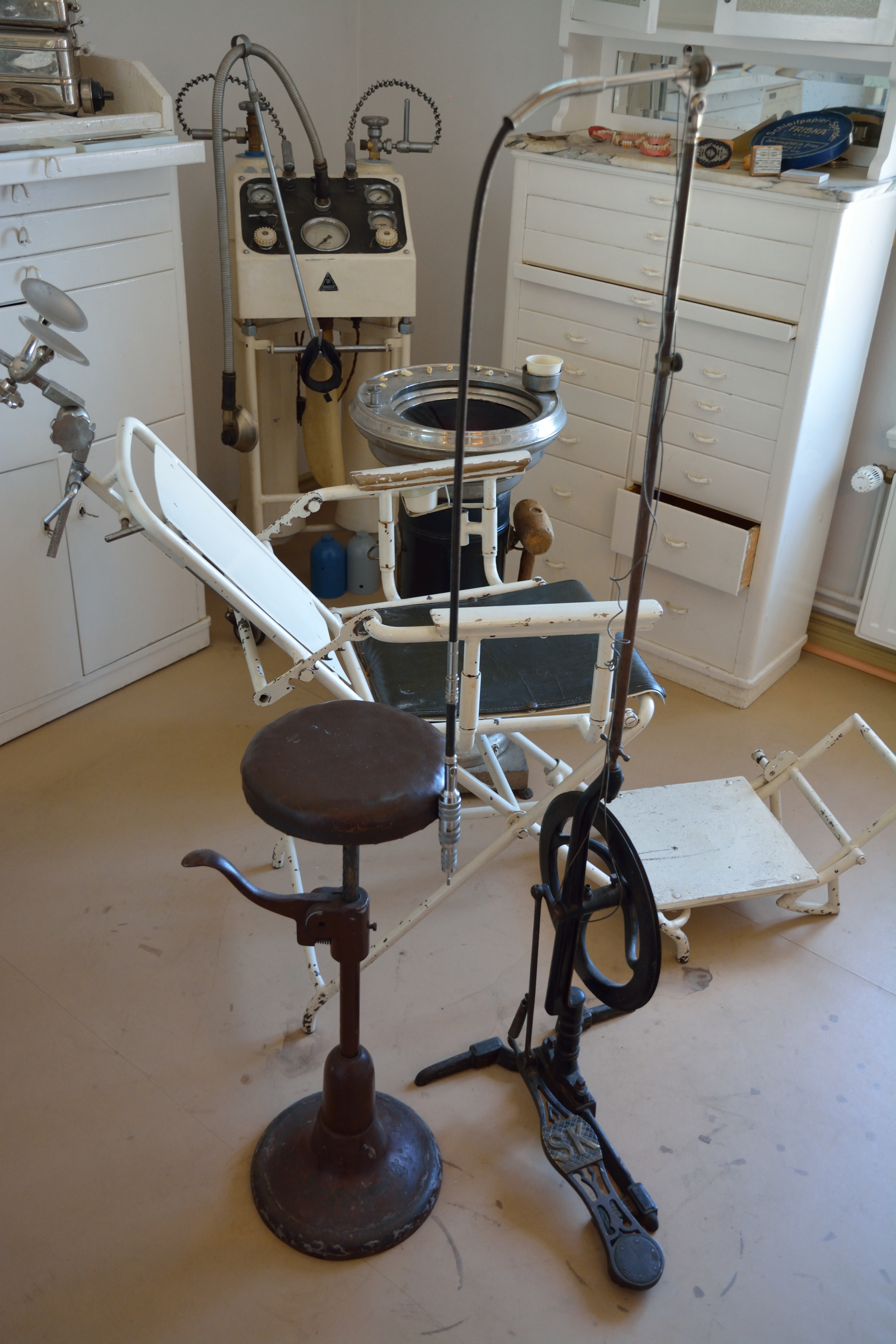
Zahnarztpraxis vor 1977 im Ditmarsium

Zahnarzt (weiblich auch Zahnärztin) ist die Bezeichnung für Absolventen eines Studiums der Zahnmedizin, wobei in Deutschland und Österreich die selbstständige Berufsausübung nur nach erteilter Berufszulassung (Approbation) zulässig ist. In der Schweiz ist hingegen der erfolgreiche Abschluss des Studiums für die Berufsausübung ausschlaggebend. Im Gebiet der ehemaligen DDR werden die Zahnärzte auch Stomatologen genannt. In Österreich wird zudem der Facharzt für Zahn-, Mund- und Kieferheilkunde unterschieden. Dieser hat zuerst das Humanmedizinstudium und anschließend die Ausbildung zum Facharzt absolviert. Diese Studienvariante wurde 1997 abgeschafft.
Das Tätigkeitsfeld eines Zahnarztes beinhaltet Prävention, Diagnose und Therapie von Zahn-, Mund- und Kiefererkrankungen.
Es gibt rund 101.000 Zahnärzte in Deutschland, davon 43.439 Vertragszahnärzte. 19.353 sind in Praxen tätige Assistenten, Vertreter, angestellte Zahnärzte und außerhalb von Praxen zahnärztlich tätige Mitglieder. Weitere 28.577 sind ohne zahnärztliche Tätigkeit, meist im Ruhestand (Stand: 2024). In Österreich gibt es mit Stand Mai 2023 5.303 Zahnärzte. Davon 3.812 im selbstständigen Bereich, 711 angestellte und 780 in anderen Bereichen Tätige.
Der Zahnarzt gehört in Deutschland und Österreich zu den Freien Berufen.

## Geschichte

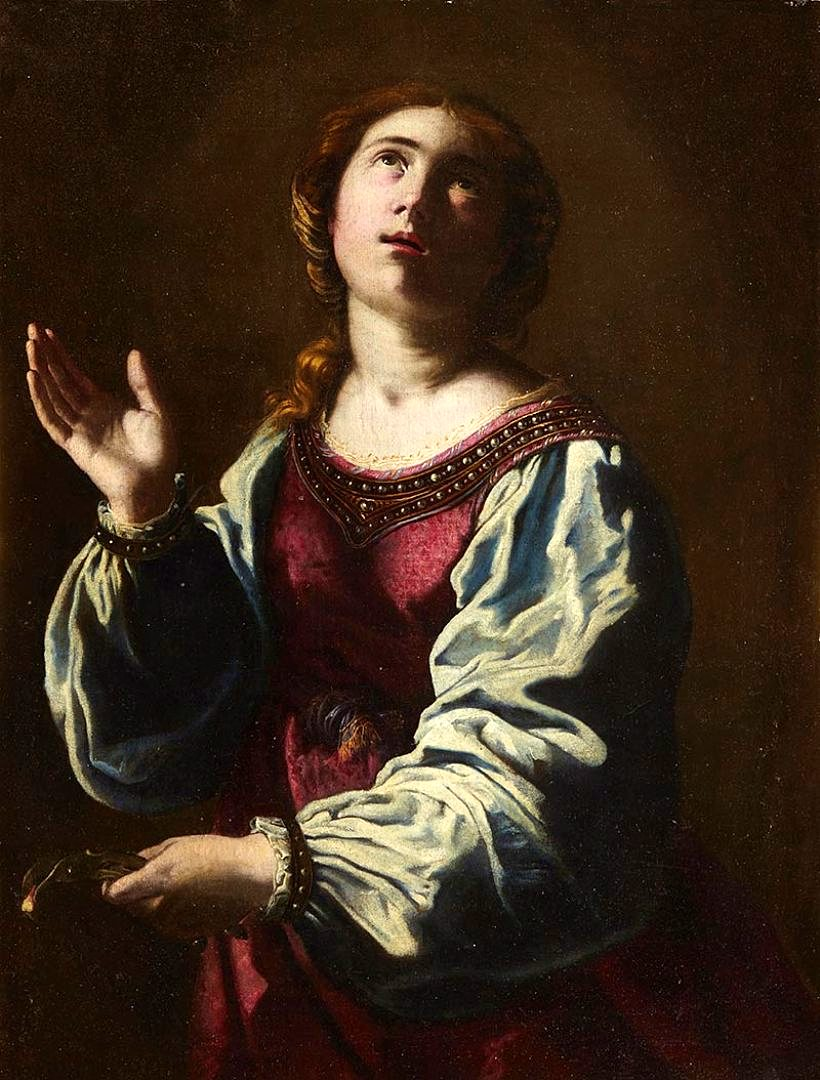
Heilige Apollonia von Artemisia Gentileschi (ca.1642–1644)

Die ersten Zahnärzte praktizierten bereits im 5. Jahrhundert vor Christus. Der erste namentlich bekannte deutsche Zahnarzt war im 15. Jahrhundert ein gewisser Ottinger, von dem in einer Handschrift verschiedene zahnmedizinische Behandlungsanweisungen überliefert sind. Das Fachbuch Le chirurgien dentiste des Franzosen Pierre Fauchard begründete im Jahr 1728 die moderne Zahnheilkunde. Früher behandelten und zogen Barbiere Zähne. Sie hatten geeignete Instrumente wie Hebel, Nadeln, Scheren und Klingen und konnten sie im stets verfügbaren warmen Seifenwasser säubern.
Das Dentalhistorische Museum in Zschadraß bei Colditz (Sachsen) gibt einen Überblick über die Geschichte der Zahnmedizin.
Apollonia gilt als Schutzpatronin der Zahnärzte.
| ab 1825 | Das preußische Medizinalreglement legt erste Anforderungen an den Zahnarztberuf fest |
| ab 1869 | Der Norddeutsche Bund legt die erste Prüfungsordnung fest und schützte damit den Begriff „Zahnarzt“; Pflicht: 2 Jahre zahnärztliches Studium und praktische technische Erfahrungen beim Zahnarzt |
| ab 1889 | Einheitliche Prüfungsordnung |
| ab 1910 | Errichtung dentistischer Lehrinstitute. Dentisten werden 2 Jahre geschult, es folgen 4 Jahre Praktikum                                                                                           |
| ab 1919 | Möglichkeit der Promotion für Zahnmediziner, Titel: „Dr. med. dent.“ |
| ab 1920 | Dentistenausbildung wird anerkannt, die Berufsbezeichnung „Zahnhandwerker“/„Zahnkünstler“ abgeschafft                                                                                            |
| ab 1952 | Das Zahnheilkundegesetz schafft den Dualismus Dentist/Zahnarzt ab. Dentisten erhalten übergangsweise nach einer Zusatzausbildung ebenfalls die Berufsbezeichnung „Zahnarzt“                      |
| ab 1965 | Erste Zulassungsbeschränkung für den Studiengang Zahnmedizin |

## Ausbildung

### Deutschland
Die zahnärztliche Ausbildung in Deutschland umfasst
1. ein Studium der Zahnheilkunde von zehn Semestern an einer wissenschaftlichen Hochschule, das sich aus einem vorklinischen und einem klinischen Teil von je fünf Semestern zusammensetzt;
2. folgende staatliche Prüfungen:
  - a) die naturwissenschaftliche Vorprüfung,
  - b) die zahnärztliche Vorprüfung und
  - c) die zahnärztliche Prüfung.

Die Regelstudienzeit im Sinne des § 10 Abs. 2 des Hochschulrahmengesetzes beträgt einschließlich der Prüfungszeit für die zahnärztliche Prüfung nach § 33 Abs. 1 Satz 1 zehn Semester und sechs
Monate. Das Studienfach der Zahnmedizin unterliegt einer Zulassungsbeschränkung (Numerus clausus).
Nach dem Staatsexamen erhält der Zahnmediziner auf Antrag die Approbation als Zahnarzt. Die Einzelheiten des Approbationsverfahrens ergeben sich aus der Approbationsordnung für Zahnärzte.
Etwa die Hälfte der Absolventen promoviert anschließend zum Dr. med. dent. Dieser akademische Titel war noch Anfang des 20. Jahrhunderts in Deutschland nicht eingeführt. Die Zeitschrift Die Woche meldete in ihrer Ausgabe 51 vom 20. Dezember 1913 deswegen einen Studentenstreik: „In Berlin stellten die Studenten der Zahnheilkunde den Besuch der Vorlesungen ein, weil das Kultusministerium die Einführung des Titels Dr. med. dent. ablehnt.“
Ein Urteil des Europäischen Gerichtshofs vereinheitlichte die Definition des Berufes Zahnarzt; jedoch dauerte es einige Jahre, die nationalen Approbationsordnungen europaweit dem Urteil anzupassen.
In der DDR konnte das Studium der Stomatologie ab 1969 mit einer Diplomarbeit abgeschlossen werden, was den Absolventen zum Tragen des Titels Diplom-Stomatologe ermächtigte. Ab 1977 wurde die Arbeit obligatorischer Bestandteil des Staatsexamens und Voraussetzung für eine spätere Dissertation. Vier bis fünf Jahre nach dem Examen musste für die eigenständige Berufsausübung eine Prüfung zum Fachzahnarzt abgelegt werden. Neben den auch heute noch geltenden Fachzahnarzt-Gebieten Oralchirurgie und Kieferorthopädie waren dies zusätzlich die „Allgemeine Stomatologie“ und die „Kinderstomatologie“. Zudem bestand in der DDR die Möglichkeit, Fachzahnarzt für verschiedene Gebiete der Humanmedizin ohne direkte Tätigkeit am Patienten zu werden: beispielsweise FZA für Pathologie, für Pharmakologie, für Patho-Biochemie oder Anatomie.
Die 1869 mit Einführung der „Kurierfreiheit“ im Norddeutschen Bund entstandene Gruppe der nicht akademisch gebildeten, aber ab 1920 staatlich anerkannten „Dentisten“ ist wieder abgeschafft worden, der Begriff ist heute veraltet und nicht als Synonym für Zahnärzte geeignet: Für die Dentisten-Ausbildung war keine Hochschulreife erforderlich, sie war überwiegend praktisch orientiert und verzichtete auf die naturwissenschaftlichen Bestandteile des Zahnmedizinstudiums. Sie würde heute einer Handwerksmeister-Ausbildung entsprechen. Diese beiden konkurrierenden Berufsstände wurden nach dem Zweiten Weltkrieg in der Ost-Zone (beendet in der DDR) bis 1949 vereint, indem die Dentisten mithilfe eines max. 220-stündigen Fortbildungskurses inklusive Prüfung zu Zahnärzten approbiert wurden. Dieser Prozess wurde in der Bundesrepublik, wenn auch nur mit einem 60-stündigen Kurs, 1952 abgeschlossen.

### Österreich
In Österreich dauert das Studium der Zahnmedizin 12 Semester, bestehend aus dem vorklinischen und klinischen Teil, die jeweils sechs Semester dauern. Der erste Studienabschnitt wird mit einer Prüfung beendet, deren Bestehen Voraussetzung für die Aufnahme in den zweiten Studienabschnitt ist. Am Ende des klinischen Studienabschnitts erfolgt schließlich die zahnärztliche Prüfung. Das Zahnmedizinstudium in Österreich ist durch den Eignungstest für das Medizinstudium in Österreich zugangsbeschränkt.

## Approbation
Mit der Approbation wird die Erlaubnis zur Berufsausübung erteilt. In Deutschland und Österreich ist vor dem Beginn der Berufsausübung die Mitgliedschaft bei der zuständigen Zahnärztekammer verpflichtend. Die Kammer ist für die Berufsaufsicht ihrer Mitglieder zuständig. Ein Ausstieg aus der entsprechenden Kammer ist in Deutschland nicht möglich. Die zuständige Zahnärztekammer ist diejenige, in deren Zuständigkeitsbereich der Zahnarzt praktiziert oder – ohne eigene Praxis – seinen Hauptwohnsitz hat.

## Fortbildung in deutschsprachigen Staaten
Die Fortbildungspflicht des Zahnarztes ist in den Heilberufe-Kammergesetzen der Länder und in den Berufsordnungen der Landeszahnärztekammern bzw. im österreichischen Zahnärztegesetz vorgeschrieben.
In Deutschland dürfen auf Grundlage fachspezifischer Fortbildungen Tätigkeitsschwerpunkte wie „Implantologie“ oder „Parodontologie“ geführt werden. In Österreich ist das Führen von Bezeichnungen, die eine Spezialisierung anzeigen, hingegen nicht gestattet.
Seit dem 1. Juli 2004 besteht die Pflicht zur fachlichen Fortbildung für alle Vertragszahnärzte in Deutschland, ermächtigte Zahnärzte und in Zahnarztpraxen oder Medizinischen Versorgungszentren (MVZ) angestellte Zahnärzte, gemäß § 95d SGB V:
1. Der Vertragsarzt ist verpflichtet, sich in dem Umfang fachlich fortzubilden, wie es zur Erhaltung und Fortentwicklung der zu seiner Berufsausübung in der vertragsärztlichen Versorgung erforderlichen Fachkenntnisse notwendig ist. Die Fortbildungsinhalte müssen dem aktuellen Stand der wissenschaftlichen Erkenntnisse auf dem Gebiet der Medizin, Zahnmedizin oder Psychotherapie entsprechen. Fortbildungsveranstaltungen müssen frei von wirtschaftlichen Interessen sein.
2. Der Nachweis über die Fortbildung kann durch Fortbildungszertifikate der Zahnärzte-Kammern erbracht werden. Andere Fortbildungszertifikate müssen den Kriterien entsprechen, die die jeweilige Arbeitsgemeinschaft der Kammern dieser Berufe auf Bundesebene aufgestellt hat. In Ausnahmefällen kann die Übereinstimmung der Fortbildung mit den Anforderungen nach Absatz 1 Satz 2 und 3 auch durch sonstige Nachweise erbracht werden; die Einzelheiten werden von den Kassenärztlichen Bundesvereinigungen nach Absatz 6 Satz 2 geregelt.
3. Ein Vertragsarzt hat alle fünf Jahre gegenüber der Kassenärztlichen Vereinigung den Nachweis zu erbringen, dass er seiner Fortbildungspflicht nachgekommen ist. Erbringt ein Vertragsarzt den Fortbildungsnachweis nicht oder nicht vollständig, ist die Kassenärztliche Vereinigung verpflichtet, das an ihn zu zahlende Honorar aus der Vergütung vertragsärztlicher Tätigkeit für die ersten vier Quartale, die auf den Fünfjahreszeitraum folgen, um 10 vom Hundert zu kürzen, ab dem darauf folgenden Quartal um 25 vom Hundert. Ein Vertragsarzt kann die für den Fünfjahreszeitraum festgelegte Fortbildung binnen zwei Jahren ganz oder teilweise nachholen; die nachgeholte Fortbildung wird auf den folgenden Fünfjahreszeitraum nicht angerechnet. Die Honorarkürzung endet nach Ablauf des Quartals, in dem der vollständige Fortbildungsnachweis erbracht wird. Erbringt ein Vertragsarzt den Fortbildungsnachweis nicht spätestens zwei Jahre nach Ablauf des Fünfjahreszeitraums, soll die Kassenärztliche Vereinigung unverzüglich gegenüber dem Zulassungsausschuss einen Antrag auf Entziehung der Zulassung stellen.

## Weiterbildung

### Fachzahnarzt
In Deutschland gibt es die Möglichkeit, sich nach der zahnärztlichen Ausbildung  zum Fachzahnarzt weiter zu bilden. In Österreich ist die Spezialisierung zum Fachzahnarzt bisher nicht etabliert, sondern die Ausbildung erfolgt unreglementiert auf freiwilliger Basis. Spezialisten in Österreich ist es nicht gestattet, auf eine vertiefende Ausbildung hinweisende Bezeichnung zu führen. Im September 2023 wird erstmalig eine Ausbildung zum Fachzahnarzt für Kieferorthopädie in Österreich eingeführt.

#### Fachzahnarzt für Kieferorthopädie
Der Fachzahnarzt für Kieferorthopädie ist ein Zahnarzt, der nach seinem Studium eine vierjährige Weiterbildungszeit nach der Weiterbildungsordnung seiner Kammer absolviert und die anschließende Prüfung bestanden hat. Seine Berufsausübung beschränkt sich  auf die Erkennung, Verhütung und Behandlung von Zahn- und Kieferfehlstellungen sowie die Funktionen des Kiefergelenks. „Klammern“ und „Zahnspangen“ regulieren und optimieren Kiefer- und Zahnstellung. Nach erfolgreicher Prüfung vor der zuständigen Zahnärztekammer wird ihm die Bezeichnung „Fachzahnarzt für Kieferorthopädie“ verliehen.

#### Fachzahnarzt für Oralchirurgie
Ein Fachzahnarzt für Oralchirurgie ist ein Zahnarzt ohne Gebietsbeschränkung, der nach seiner Approbation eine mindestens vierjährige Weiterbildung absolviert hat. Nach einem obligaten allgemeinen zahnärztlichen Jahr folgen drei fachspezifische Jahre, wovon je nach Bundesland mindestens ein Jahr an einer Klinik stattfinden muss. In einigen Bundesländern (z. B. Bayern, Hessen) kann das Klinikjahr  durch curriculare Theoriemodule ersetzt werden. Während der Weiterbildung bei einer durch die zuständige Zahnärztekammer ermächtigten Weiterbildungsstätte (Praxis und/oder Klinik) werden umfassende Fertigkeiten und Qualifikationen in Bezug auf oralchirurgische Eingriffe im Zahn-, Mund- und Kieferbereich und in der Implantologie erworben. Das Spektrum des Fachzahnarztes für Oralchirurgie umfasst dabei die gesamte operative Zahn-, Mund- und Kieferheilkunde im gesamtmedizinischen Kontext. Nach der absolvierten Weiterbildung mit Nachweis eines je nach Bundesland unterschiedlich definierten Operations- und Weiterbildungskatalogs sowie bestandener Prüfung vor der zuständigen Zahnärztekammer darf die Bezeichnung „Fachzahnarzt für Oralchirurgie“ oder „Zahnarzt, Oralchirurgie“ geführt werden. Umgangssprachlich wird der Fachzahnarzt für Oralchirurgie häufig auch abgekürzt „Oralchirurg“ genannt.

#### Mund-, Kiefer- und Gesichtschirurg
Der Facharzt für Mund-, Kiefer- und Gesichtschirurgie hat sowohl ein Studium der Humanmedizin als auch ein Studium der Zahnmedizin absolviert, wobei ein erheblicher Teil des Medizinstudiums auf das Zahnmedizinstudium angerechnet wird, da es sich bei beiden Studiengängen um sehr eng verwandte Studiengänge handelt. Schon während des Studiums der Zahnmedizin kann die mindestens 60-monatige Weiterbildung zum Facharzt absolviert werden, die durch die Facharztprüfung abgeschlossen wird. Diese erfolgt vor der jeweiligen Ärztekammer, von der die Bezeichnung „Facharzt für Mund-, Kiefer- und Gesichtschirurgie“ verliehen wird. Es besteht die Möglichkeit der zusätzlichen Fachzahnarztprüfung vor der Zahnärztekammer, die bei Bestehen zusätzlich die Bezeichnung „Fachzahnarzt für Oralchirurgie“ verleiht. 
Die Bezeichnung Facharzt für Mund-, Kiefer- und Gesichtschirurgie ist in vielen Ländern nicht bekannt (z. B. in Skandinavien). In den Ländern Nordamerikas (USA und Kanada), Japan, Australien und Neuseeland ist die „maxillo-facial surgery“ ein zahnärztliches Fachgebiet (dental speciality).

#### Öffentliches Gesundheitswesen
Eine eher selten absolvierte Fachzahnarztausbildung ist diejenige zum Fachzahnarzt für Öffentliches Gesundheitswesen. Die Weiterbildung zum Fachzahnarzt für Öffentliches Gesundheitswesen vermittelt die Befähigung, den Gesundheitszustand der Bevölkerung und bestimmter Bevölkerungsteile auf dem Gebiet der Zahn-, Mund- und Kieferkrankheiten zu ermitteln und zu überwachen.

### Postgraduale Studien
Postgraduale Studien sind in der Zahnheilkunde Zusatzqualifikationen in bestimmten Fachbereichen. Es werden heute Masterstudien in zahlreichen Vertiefungen angeboten, darunter Implantologie, Parodontologie und ästhetische Zahnheilkunde. Der Abschluss eines solchen Studiums berechtigt in der Regel zum Tragen eines Mastertitels der die Spezialisierung anzeigt. Aufgrund von Abkommen sind im europäischen Ausland erworbene Titel in Österreich und Deutschland gültig, sofern sie von einer anerkannten Universität verliehen wurden.

## Niederlassungsmöglichkeiten
Die Tätigkeitsmöglichkeiten für Zahnärzte sind gesetzlich reguliert. Es besteht die Möglichkeit einer Niederlassung als Privat- oder Vertragszahnarzt (in Österreich Kassenarzt genannt), oder als angestellter Zahnarzt in einer Zahnklinik. In Deutschland gibt es zudem die Möglichkeit in einem medizinischen Versorgungszentrum zu arbeiten. In Österreich gibt es nur Versorgungszentren, die von den Sozialversicherungsträgern geführt werden, genannt Ambulatorien.

### Deutschland
Nachdem ca. 87 % der Menschen in Deutschland in der Gesetzlichen Krankenversicherung pflichtversichert sind, beantragen fast alle Zahnärzte eine Zulassung als Vertragszahnarzt beim Zulassungsausschuss. Sie werden nach Annahme ihres Antrags auf Kassenzulassung Mitglied der Kassenzahnärztlichen Vereinigung (KZV) ihres Bundeslandes. Sie verpflichten sich damit, sich an die Vorgaben des Sozialgesetzbuchs (SGB V) zu halten. Nach Angaben der KZBV praktizieren rund 43.000 Vertragszahnärzte in Deutschland (Stand 2024). Sie erhalten die Kassenzulassung nach einer mindestens zweijährigen Assistenzzeit (= Vorbereitungszeit) in einer zugelassenen Praxis oder in einer Zahnklinik im Anschluss an das Studium. Bei einer Vorbereitungszeit in einer Zahnklinik müssen mindestens drei Monate in einer freien Praxis absolviert werden.
Ein Privatzahnarzt hat keine Kassenzulassung und ist daher nicht zur Abrechnung mit den gesetzlichen Krankenkassen berechtigt. Es steht auch den gesetzlich versicherten Patienten frei, einen Privatzahnarzt aufzusuchen. Die Behandlung wird unabhängig vom Versicherungsstatus des Patienten (gesetzlich, privat oder nicht krankenversichert) auf Grundlage der Gebührenordnung für Zahnärzte vom 5. Dezember 2011 direkt mit dem Patienten abgerechnet („Privatrechnung“, Privatliquidation). Nach derzeitiger Rechtslage bekommen gesetzlich versicherte Patienten für die Behandlung bei einem Privatzahnarzt (im Amtsdeutsch: „Nicht-Vertragszahnarzt“) in der Regel keine Kostenerstattung von ihrer Krankenkassen. Dies gilt auch für Not- und Schmerzfälle. Ausnahme: Praktiziert dieser Nicht-Vertragszahnarzt im EU-Ausland, so besteht ein Anspruch des Patienten auf Erstattung der Rechnung durch seine Krankenkasse maximal in Höhe der Kosten, die im Inland angefallen wären.
Der Vertragszahnarzt in der Bundesrepublik Deutschland ist verpflichtet, alle gesetzlich versicherten Patienten nach dem Sachleistungsprinzip zu behandeln. Die Leistungen werden nach Vorlage der elektronischen Gesundheitskarte (eGK) durch den Versicherten über die jeweilige Kassenzahnärztliche Vereinigung mit den Krankenkassen abgerechnet. Gesetzlich versicherte Patienten erhalten im Bereich Zahnersatz eine Eigenanteilsrechnung über diejenigen Kosten, die nicht über die Krankenkassen-Festzuschüsse abgedeckt sind. Im Bereich Kieferorthopädie muss der Patient (bzw. der Zahlungspflichtige) zunächst quartalsweise einen Eigenanteil bezahlen, der nach erfolgreichem Abschluss der Behandlung von der Krankenkasse erstattet wird. Zahnärztliche Behandlungen, die über das Wirtschaftlichkeitsgebot des § 12 SGB V (medizinisch notwendig, zweckmäßig, wirtschaftlich und ausreichend) hinausgehen, werden auf Grundlage der Gebührenordnung für Zahnärzte vom 5. Dezember 2011 privat berechnet und sind vom gesetzlich versicherten Patienten selbst zu bezahlen. Zahn-Zusatzversicherungen können einen Teil der Kosten erstatten.

### Österreich
In Österreich gibt es ebenfalls für niedergelassene (in eigener Praxis arbeitende) Zahnärzte genauso die Möglichkeit, sie für einen Vertrag mit einem oder mehreren der Sozialversicherungsträger zu entscheiden. Bei einem Vertrag verpflichtet sich der Zahnarzt, die durch den Versicherungsträger regulierten Leistungen zum Vertragstarif zu erbringen. Aufzahlungen durch den Patienten sind in den meisten Fällen nicht gestattet.
Das Tarifsystem und sonstigen Regelungen im Vertrag sind für viele Zahnärzte offensichtlich nicht interessant, weswegen sich ein großer Anteil der niedergelassenen Zahnärzte gegen einen Kassenvertrag entscheidet. Im Jahr 2022 lag der österreichweite Anteil an Vertragsärzten bei 17,5 % (Gesamtheit der Ärzte inklusive Zahnärzte).

## Einkommen
Das durchschnittliche Bruttoeinkommen von angestellten Zahnärzten weicht erheblich von dem durchschnittlichen Einnahmen-Überschuss zahnärztlicher Praxisinhaber ab.

### Deutschland

#### Angestellte Zahnärzte
Das durchschnittliche Einkommen eines angestellten Zahnarztes in Deutschland lag bei 5.245 € Monatsbruttogehalt, einer angestellten Zahnärztin bei 3.609 €. (Stand: 2010) Laut umsatzbezogener Kalkulation liegt das Anfangsbruttogehalt eines Assistenzzahnarztes bei etwa 1.500 € monatlich, bei einem angestellten Zahnarzt bei etwa 4.000 €. Laut einer Untersuchung der Bundesagentur für Arbeit verdienen Zahnärzte im Angestelltenverhältnis im Median 4.323 Euro brutto monatlich (26,27 Euro pro Stunde) – (Stand 2018).
Nach einer Auswertung der APO-Bank aus 2019 wird empfohlen, dass nach der Assistenzzeit ein Bruttoeinstiegsgehalt von 4.500 Euro monatlich vereinbart wird, wenn es sich um ein Festgehalt handelt. Nach 10 bis 20 Jahren kann das Festgehalt auf 65.000 bis 85.000 Euro pro Jahr ansteigen. Mit Spezialisierung kann das Festgehalt zwischen 45.000 und 115.000 Euro pro Jahr liegen. In ländlichen Gebieten kann mit einem durchschnittlichen Festgehalt (ohne Umsatzbeteiligung) von 55.000 Euro pro Jahr gerechnet werden, in der Großstadt mit 60.000 Euro pro Jahr.

#### Zahnärztliche Praxisinhaber
Bei zahnärztlichen Praxisinhabern in Deutschland liegt der durchschnittliche Reinertrag bei 175.000 Euro jährlich (Stand: 2015) und der Median des Einnahmen-Überschusses bei 150.500 Euro (Stand: 2016).
| Umsatz zu verfügbarem Einkommen je Praxisinhaber 2016 (Median)          | Deutschland   |
| ----------------------------------------------------------------------- | ------------- |
| Umsatz (Durchschnitt)                                                   | 495.100,00 €  |
| Umsatz je Behandlungsstunde a (Durchschnitt)                            | 344,00 €      |
| Kosten (Durchschnitt)                                                   | −334.200,00 € |
| Einnahmen-Überschuss (Durchschnitt)                                     | 160.900,00 €  |
|                                                                         |               |
| Einnahmen-Überschuss Median b                                           | 144.000,00 €  |
| Einkommensteuer, Kirchensteuer, Solidaritätszuschlag, soziale Sicherung | −57.400,00 €  |
| Verfügbares Einkommen pro Jahr c                                        | 86.600,00 €   |
| Verfügbares Einkommen pro Monat                                         | 7.216,00 €    |
| Wochenarbeitszeit d                                                     | 45,8 Stunden  |
| Nettohonorar pro Stunde                                                 | 35,86 €       |

Der Anteil der Ausgaben für zahnärztliche Behandlungen an den Gesamtausgaben im deutschen Gesundheitswesen (2014: 193,6 Mrd. €) sank von 15,1 % im Jahre 1976 auf 6,7 % (2014: 13,0 Mrd. €) im Jahr 2014.
Laut der kassenzahnärztlichen Bundesvereinigung lag das durchschnittliche Einkommen vor Steuern und Abgaben von zahnärztlichen Praxisinhabern in Deutschland im Jahr 2019 bei 179.800 Euro. (Stand: 2019)
Die Medianwerte nach Praxisstandort betragen für das Jahr 2020 (Median bedeutet, dass 50 % der Praxisinhaber über diesen Werten und 50 % unter diesem Wert liegen):
| Praxisstandort                     | Einnahmen-Überschuss je Praxisinhaber 2020 (Median) | Verfügbares Einkommen (Median) |
| ---------------------------------- | --------------------------------------------------- | ------------------------------ |
| Zahnarztpraxen (Bundesgebiet)      | 150.600 €                                           | 92.200 €                       |
| Zahnarztpraxen (Alte Bundesländer) | 157.800 €                                           | 95.700 €                       |
| Zahnarztpraxen (Neue Bundesländer) | 125.700 €                                           | 79.100 €                       |

Es existieren jedoch große Unterschiede zwischen den Einnahmen-Überschüssen der zahnärztlichen Praxisinhaber. So hatten 25,7 % aller Praxisinhaber im Jahr 2019 einen Einnahmen-Überschuss von unter 100.000 Euro, 21,5 % der Praxisinhaber hingegen einen Einnahmen-Überschuss von über 250.000 Euro. Deutlich zeigten sich die Einkommensunterschiede auch in Bezug auf den Praxisstandort. Während 33,7 % der ostdeutschen Praxisinhaber im Jahr 2019 einen Einnahmen-Überschuss von unter 100.000 Euro hatten, lag dieser Wert bei westdeutschen Praxisinhabern nur bei 24,0 %. Hingegen hatten 23,3 % aller westdeutschen Praxisinhaber einen Einnahmen-Überschuss von über 250.000 Euro, während dies nur auf 15,2 % aller ostdeutschen Praxisinhaber zutraf.
Zudem sind die Einkommensverhältnisse von zahnärztlichen Praxisinhabern seit Jahren größeren Veränderungen unterworfen. Seit Mitte der 1970er Jahre nahm das durchschnittliche Einkommen der Praxisinhaber inflationsbereinigt bis zur Jahrtausendwende um etwa 50 % ab. Erst seit 2006 ist wieder eine anhaltend positive Entwicklung auszumachen.
Die historischen durchschnittlichen Einkommenswerte der westdeutschen Praxisinhaber sowie die diesen im Jahr 2025 (inflationsbereinigt) entsprechenden Einkommenswerte können aus der folgenden Tabelle (auf Tsd. EUR gerundet) abgelesen werden:
| Jahreszahl | Einnahmen-Überschuss (nominal) in EUR | Inflationsbereinigt (2025) |
| ---------- | ------------------------------------- | -------------------------- |
| 1976       | 103.000 € (201.000 DM)                | 320.000 €                  |
| 1980       | 114.000 € (223.000 DM)                | 307.000 €                  |
| 1985       | 107.000 € (210.000 DM)                | 232.000 €                  |
| 1990       | 94.000 € (184.000 DM)                 | 191.000 €                  |
| 1995       | 98.000 € (192.000 DM)                 | 170.000 €                  |
| 2000       | 100.000 € (195.000 DM)                | 161.000 €                  |
| 2005       | 110.000 €                             | 165.000 €                  |
| 2010       | 131.000 €                             | 181.000 €                  |
| 2015       | 163.000 €                             | 209.000 €                  |

Nach einer Studie des Deutschen Instituts für Wirtschaftsforschung (DIW) aus dem Jahre 2012 beträgt der durchschnittliche Nettolohn pro Stunde nach Studienabschlüssen/Ausbildungen 12 € für Männer und 9 € für Frauen. Die DIW-Untersuchung stützt sich auf Daten des Mikrozensus der Jahre 2005 bis 2008. Der durchschnittliche „Nettolohn“ von Zahnärzten beträgt gemäß dieser Studie 19,33 € und von Zahnärztinnen 15,50 €. (Die Berechnung eines durchschnittlichen Stundenlohns erfolgte über die maximal mögliche Erwerbsphase. Hierzu wurden die Stundenlöhne in jedem Alter, Beruf und Ausbildungsgang aufsummiert und mit der maximal möglichen Erwerbsdauer [44 Jahre] in Relation gesetzt.)

### Österreich
In Österreich lag das mittlere Bruttoeinkommen von in einer Praxis niedergelassenen Zahnärzten im Jahr 2022 bei 129.879 Euro. Auffallend ist hier der deutliche Unterschied zwischen den Verdiensten von Männern und Frauen. Während selbstständige Männer im Mittel 146.973 Euro erzielten, verdienten deren Kolleginnen mit 106.619 Euro etwa 73 % dieser Einkünfte.

## Berufsrecht
Zahnarzt ist ein klassischer Kammerberuf.
Zahnärzte unterliegen verschiedenen berufsrechtlichen Regelungen. In Deutschland sind dies das Zahnheilkundegesetz, die Approbationsordnung und die Berufsordnung der zuständigen Zahnärztekammer. Die Honorarberechnung erfolgt nach der Gebührenordnung für Zahnärzte (GOZ) und dem Bewertungsmaßstab zahnärztlicher Leistungen (BEMA). Daneben gelten Sonderbestimmungen, etwa für eine Zahnarztwebsite: seit dem 1. März 2007 unterliegen derartige Internetpräsenzen wie alle Websites den Vorgaben des § 5 Telemediengesetz (TMG). Einschränkende Vorgaben für die Gestaltung einer Praxiswebsite sind in den Berufsordnungen der Zahnärztekammern nur rudimentär vorhanden.
In Österreich werden die rechtlichen Rahmenbedingungen vom Zahnärztegesetz sowie den Vorgaben der Österreichischen Zahnärztekammer und der Bundeszahnärztekammern. Die Abrechnung von Honoraren geschieht gemäß den Vorgaben der autonomen Honorarrichtlinien, bzw. bei Vertragsärzten über die Honorarordnung.

## Heilpraktikergesetz
Faltenunterspritzungen im Stirn-, Augen- und Halsbereich, zur Lippen- und Faltenunterfüllung und zur Therapie der Migräneerkrankung sind approbierten Ärzten und Heilpraktikern erlaubt, dem Zahnarzt und anderen Heilberufsangehörigen sowie Laien hingegen untersagt. (§ 5 Heilpraktikergesetz). Das Oberverwaltungsgericht für das Land Nordrhein-Westfalen bejahte die für den Approbationsentzug vorausgesetzte Unzuverlässigkeit eines Zahnarztes angesichts dessen jahrelanger Verstöße gegen das Verbot der Faltenunterspritzungen. Man hielt dem Zahnarzt sein langjähriges und hartnäckiges Verhalten vor, was er nur durch einen ernsthaften Einstellungswandel hätte beseitigen können.

## Berufserkrankungen
Zahnärzte erleiden häufig erworbene Krankheiten der Wirbelsäule wie Bandscheibenvorfälle. Alle Bereiche der Wirbelsäule sind gefährdet, eine Häufung besteht im Bereich der Halswirbelsäule.
Zahnärzte erkranken, so wie auch Zahntechniker, häufig an allergischen Reaktionen der Haut sowie an toxischen Kontaktdermatitiden insbesondere der Hände. Ursache hierfür ist der häufige direkte oder indirekte Kontakt mit toxischen (schädigenden) Substanzen und Materialien wie z. B. unausgehärteten Kunststoffen (Methylmethacrylat), Quecksilber, Palladium sowie Lösungsmitteln. Vor einer Hepatitis B schützen Impfungen.

## Berufsgenossenschaft
Eine Zahnarztpraxis gehört zu den beitragspflichtigen Unternehmen in der Berufsgenossenschaft für Gesundheitsdienst und Wohlfahrtspflege (BGW). Versichert sind alle Arbeitnehmer sowie pflichtversicherte Unternehmer. Unternehmer, die nicht der Versicherungspflicht unterliegen, können sich freiwillig versichern. Ehrenamtlich beziehungsweise unentgeltlich Tätige sind ebenfalls versichert. Die BGW trägt im Versicherungsfall die Kosten für eine Vielzahl von Leistungen. Staatliche Einrichtungen im Gesundheitsdienst werden nicht von der BGW betreut. Zuständig sind hier die Versicherungsträger der öffentlichen Hand (Unfallkassen). Selbstständig tätige Zahnmediziner können sich freiwillig bei der BGW umfassend gegen Folgen von Arbeits- und Wegeunfällen sowie von Berufskrankheiten versichern. Die BGW trägt die Kosten für eine individuell abgestimmte medizinische, berufliche und soziale Rehabilitation, zahlt das Verletztengeld als Ersatz für Verdienstausfall während der medizinischen Rehabilitation, sichert im Fall einer Minderung der Erwerbsfähigkeit mit einer Rente ab und sorgt im Todesfall für die Hinterbliebenen: Je nach Sachlage zahlt sie Renten, Sterbegeld, Überführungskosten oder Beihilfen.

## Bedeutende Zahnärzte
- Edward H. Angle
- Sanford Christie Barnum
- Greene V. Black
- Pierre Fauchard
- Alfred Gysi
- Willoughby D. Miller
- Carl Partsch
- Philipp Pfaff
- Horst Sebastian
- Maria Schug-Kösters
- Otto Walkhoff